# Øle Å
Øle Å är ett vattendrag på den sydöstra delen av ön Bornholm i Danmark.  Det ligger i Region Hovedstaden, 170 km öster om Köpenhamn. 